# Cometa radente
Una cometa radente è una cometa che passa al perielio molto vicina alla superficie del Sole, ad una distanza che talvolta raggiunge qualche migliaio di chilometri. Mentre le più piccole comete radenti possono evaporare completamente durante tale passaggio ravvicinato, le più massicce possono sopravvivere a diversi perielî; tuttavia, le intense forze mareali cui sono sottoposte le fratturano in frammenti dalle dimensioni più piccole.

## Le comete radenti di Kreutz

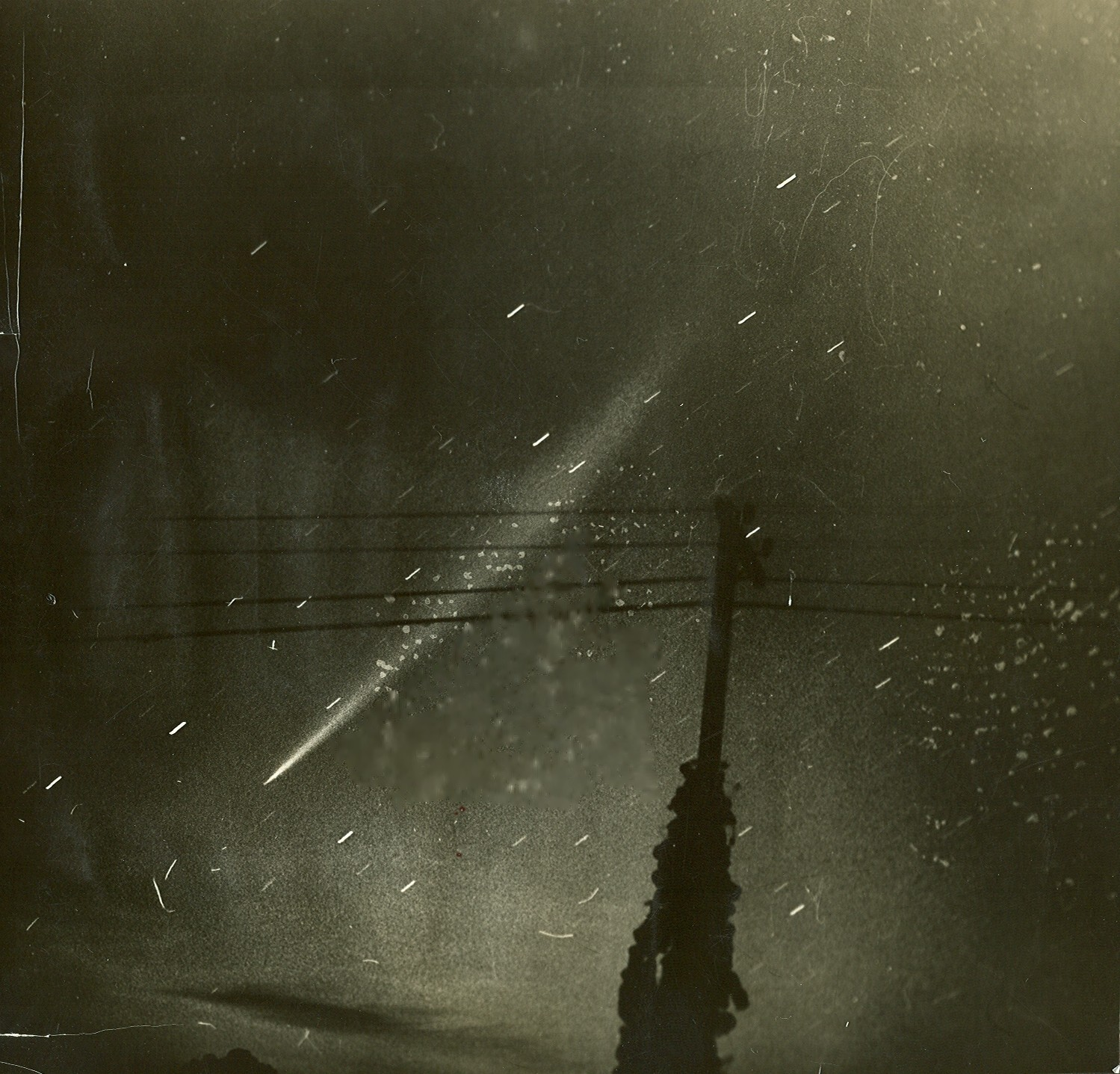
La Cometa Ikeya-Seki (C/1965 S1).

Le più note comete radenti sono le comete radenti di Kreutz, le quali si sarebbero originate dalla frammentazione di una cometa di grandi dimensioni durante il suo primo passaggio attraverso il sistema solare interno. Alcuni ritengono che la cometa sia la stessa luminosissima cometa osservata da Aristotele e da Eforo di Cuma nel 371 a.C.

La Grande Cometa del 1843 (C/1843 D1) e del 1882 (C/1882 R1), e la Cometa Ikeya-Seki (C/1965 S1) del 1965 furono alcuni dei frammenti di quella gigantesca cometa; ognuno di essi fu per breve tempo abbastanza brillante da risultare visibile nel cielo diurno, nei pressi del Sole, così brillanti da superare anche la luna piena.
Dal lancio del telescopio orbitante SOHO nel dicembre 1995, sono state scoperte oltre 1.600 deboli radenti di Kreutz, ognuna delle quali è stata completamente consunta dal calore del Sole durante il passaggio al perielio. Questa classe di comete radenti sembra essere molto più vasta di quanto inizialmente previsto.

## Altre comete
Circa l'85% delle comete radenti osservate dalla sonda SOHO fanno parte della famiglia di Kreutz. Il restante 15% contiene uno sparuto numero di comete sporadiche, tra le quali sono però state identificate altre tre famiglie cometarie: Kracht, Marsden e Meyer groups. I primi due sembrano essere collegati alla cometa 96P/Machholz, all'origine degli sciami meteorici delle Quadrantidi e delle Arietidi. Gli astronomi ritengono che le comete delle famiglie Marsden e Kracht siano a breve periodo, mentre quelle della famiglia Meyer, caratterizzate da orbite piuttosto ellittiche ed inclinate, hanno un periodo intermedio-lungo.

## Origine delle comete radenti
Gli studi compiuti mostrano che le comete con un'alta inclinazione orbitale e distanze dal Sole al perielio inferiori a 2 UA siano maggiormente soggette alle perturbazioni gravitazionali che hanno come effetto la riduzione della distanza al perielio a valori estremamente piccoli. Un recente studio ha ipotizzato che la Cometa Hale-Bopp abbia circa il 15% delle possibilità di diventare radente.